# …а пятый всадник — Страх
«…а пятый всадник — Страх» (чеш. …a páty jezdec je Strach) — чехословацкий фильм 1965 года режиссёра Збынека Брыных.

## Сюжет
Прага во время немецкой оккупации Чехословакии, доктор Браун, еврейский врач, которому запрещено заниматься медициной, работает на немцев на огромном складе, каталогизируя конфискованное имущество евреев. Браун всего лишь хочет выжить в атмосфере страха и беспомощности, но его чисто прагматичный подход подвергается испытанию, когда в его квартире появляется раненый боец сопротивления.

## В ролях
- Мирослав Махачек — доктор Браун
- Илья Прахарж — Шидлак
- Иржи Адамира — Карел Весёлы, адвокат, хозяин здания
- Ольга Шеинпфлугова — учительница музыки
- Йосеф Винкларж — Властимил Фанта
- Иржи Врштяла — инспектор
- Честмир Ржанда — доктор Эмиль Вьенер
- Яна Прахаржова — Вера Шидлакова
- Зденка Прохазкова — Марта Весёла
- Славка Будинова — Хелена Венерова
- Эва Свободова — Краточвилова
- Ива Янжурова — горничная Аничка

## Съёмки
Актёр Мирослав Махачек пожелал, чтобы все кадры фильма были сняты с одного дубля — он считал, что так все лучше сконцентрируются на своей работе. Сначала кадры приходилось переснимать по техническим причинам, но постепенно дубли пошло на убыль, и многие кадры были фактически созданы с одного дубля.

## Критика
Критики высоко оценили фильм. Американский журнал «Time» отмечал, что это был «превосходно снятый фильм», а кинокритик Роджер Эберт в газете «Chicago Sun-Times» писал:

В последние десять минут становится шоком обнаружить, насколько глубоко вы вовлечены. [Это] безошибочно работа мастера, и я могу только гадать, снимал ли Брыных другие фильмы или его способности естественны, как кажется у Феллини. Я упоминаю Феллини, потому что в этом фильме, похоже, есть то, чего Феллини и очень немногие другие режиссёры способны достичь: чувство ритма

## Фестивали и награды
- 1965 — Кинофестиваль в Мар-дель-Плата — приз за лучший сценарий и специальное упоминание FIPRESCI.